# بيكنسفيل
بيكنسفيل (بالإنجليزية: Pickensville)‏ هي مدينة أمريكية تقع في ولاية ألاباما.تبلغ مساحة هذه المدينة 26 (كم²)،ويبلغ عدد سكانها 662 نسمة حسب إحصاء سنة 2010 م.تشير الإحصاءات بأن الكثافة السكانية في هذه المدينة تقدر بـ(25.5) نسمة/كم2.

## التركيبة السكانية
حدّد مكتب تعداد الولايات المتحدة بيانات التركيبة السكانية لبيكنسفيل في تعداد الولايات المتحدة. في ما يلي، التركيبة السكانية حسب تعدادي 2000 و2010.

### تعداد عام 2000
بلغ عدد سكان بيكنسفيل 662 نسمة بحسب تعداد عام 2000، وبلغ عدد الأسر 255 أسرة وعدد العائلات 182 عائلة مقيمة في البلدة. في حين سجلت الكثافة السكانية 25.4 نسمة لكل كيلومتر مربع (65.8/ميل2). وبلغ عدد الوحدات السكنية 392 وحدة بمتوسط كثافة قدره 15 لكل كيلومتر مربع (38.8/ميل2).
وتوزع التركيب العرقي للبلدة بنسبة 35.35% من البيض و62.99% من الأمريكيين الأفارقة و0.15% من الأمريكيين الأصليين و0.30% من الأعراق الأخرى و1.21% من عرقين مختلطين أو أكثر.
بلغ عدد الأسر 255 أسرة كانت نسبة 39.6% منها لديها أطفال تحت سن الثامنة عشر تعيش معهم، وبلغت نسبة الأزواج القاطنين مع بعضهم البعض 44.3% من أصل المجموع الكلي للأسر، ونسبة 22% من الأسر كان لديها معيلات من الإناث دون وجود شريك، بينما كانت نسبة 5.1% من الأسر لديها معيلون من الذكور دون وجود شريكة وكانت نسبة 28.6% من غير العائلات. تألفت نسبة 24.3% من أصل جميع الأسر من عدة أفراد يعيشون في نفس المنزل ونسبة 7.5% كانت تتألف من شخص يعيش بمفرده يبلغ من العمر 65 عاماً أو أكثر. وبلغ متوسط حجم الأسرة المعيشية 2.60، أما متوسط حجم العائلات فبلغ 3.11.
بلغ العمر الوسطي للسكان 35.7 عاماً. وكانت نسبة 27% من القاطنين تحت سن الثامنة عشر، وكانت نسبة 10.9% بين الثامنة عشر والرابعة والعشرين عاماً، ونسبة 25.5% كانت واقعةً في الفئة العمرية ما بين الخامسة والعشرين والرابعة والأربعين عاماً، ونسبة 24.3% كانت ما بين الخامسة والأربعين والرابعة والستين، ونسبة 12.2% كانت ضمن فئة الخامسة والستين عاماً فما فوق. يوجد لكل 100 أنثى 96.4 ذكر، ويوجد لكل 100 أنثى في الثامنة عشر من عمرها فما فوق 93.2 ذكر.
بلغ متوسط دخل الأسرة في البلدة 25,357 دولارًا، أما متوسط دخل العائلة فبلغ 28,036 دولارًا. وكان متوسط دخل الذكور 25,625 دولارًا مقابل 22,955 دولارًا للإناث. وسجل دخل الفرد الخاص بالبلدة 15,575 دولارًا. وكانت نسبة 29.2% من العائلات ونسبة 34.4% من السكان تحت خط الفقر، وكان من هؤلاء نسبة 43.6% تحت سن الثامنة عشر ونسبة 53.2% في الخامسة والستين من العمر وما فوق.

### تعداد عام 2010
بلغ عدد سكان بيكنسفيل 608 نسمة بحسب تعداد عام 2010، وبلغ عدد الأسر 275 أسرة وعدد العائلات 172 عائلة مقيمة في البلدة. في حين سجلت الكثافة السكانية 23.3 نسمة لكل كيلومتر مربع (60.3/ميل2). وبلغ عدد الوحدات السكنية 365 وحدة بمتوسط كثافة قدره 14 لكل كيلومتر مربع (36.3/ميل2).
وتوزع التركيب العرقي للبلدة بنسبة 36.18% من البيض و63.49% من الأمريكيين الأفارقة و0.33% من الأمريكيين الأصليين.
بلغ عدد الأسر 275 أسرة كانت نسبة 27.3% منها لديها أطفال تحت سن الثامنة عشر تعيش معهم، وبلغت نسبة الأزواج القاطنين مع بعضهم البعض 34.5% من أصل المجموع الكلي للأسر، ونسبة 21.8% من الأسر كان لديها معيلات من الإناث دون وجود شريك، بينما كانت نسبة 6.2% من الأسر لديها معيلون من الذكور دون وجود شريكة وكانت نسبة 37.5% من غير العائلات. تألفت نسبة 35.3% من أصل جميع الأسر من عدة أفراد يعيشون في نفس المنزل ونسبة 14.9% كانت تتألف من شخص يعيش بمفرده يبلغ من العمر 65 عاماً أو أكثر. وبلغ متوسط حجم الأسرة المعيشية 2.21، أما متوسط حجم العائلات فبلغ 2.83.
بلغ العمر الوسطي للسكان 43.3 عاماً. وكانت نسبة 21.5% من القاطنين تحت سن الثامنة عشر، وكانت نسبة 7.6% بين الثامنة عشر والرابعة والعشرين عاماً، ونسبة 23.2% كانت واقعةً في الفئة العمرية ما بين الخامسة والعشرين والرابعة والأربعين عاماً، ونسبة 30.1% كانت ما بين الخامسة والأربعين والرابعة والستين، ونسبة 17.6% كانت ضمن فئة الخامسة والستين عاماً فما فوق. وتوزع التركيب الجنسي للسكان بنسبة 48.2% ذكور و51.8% إناث.

## معرض صور

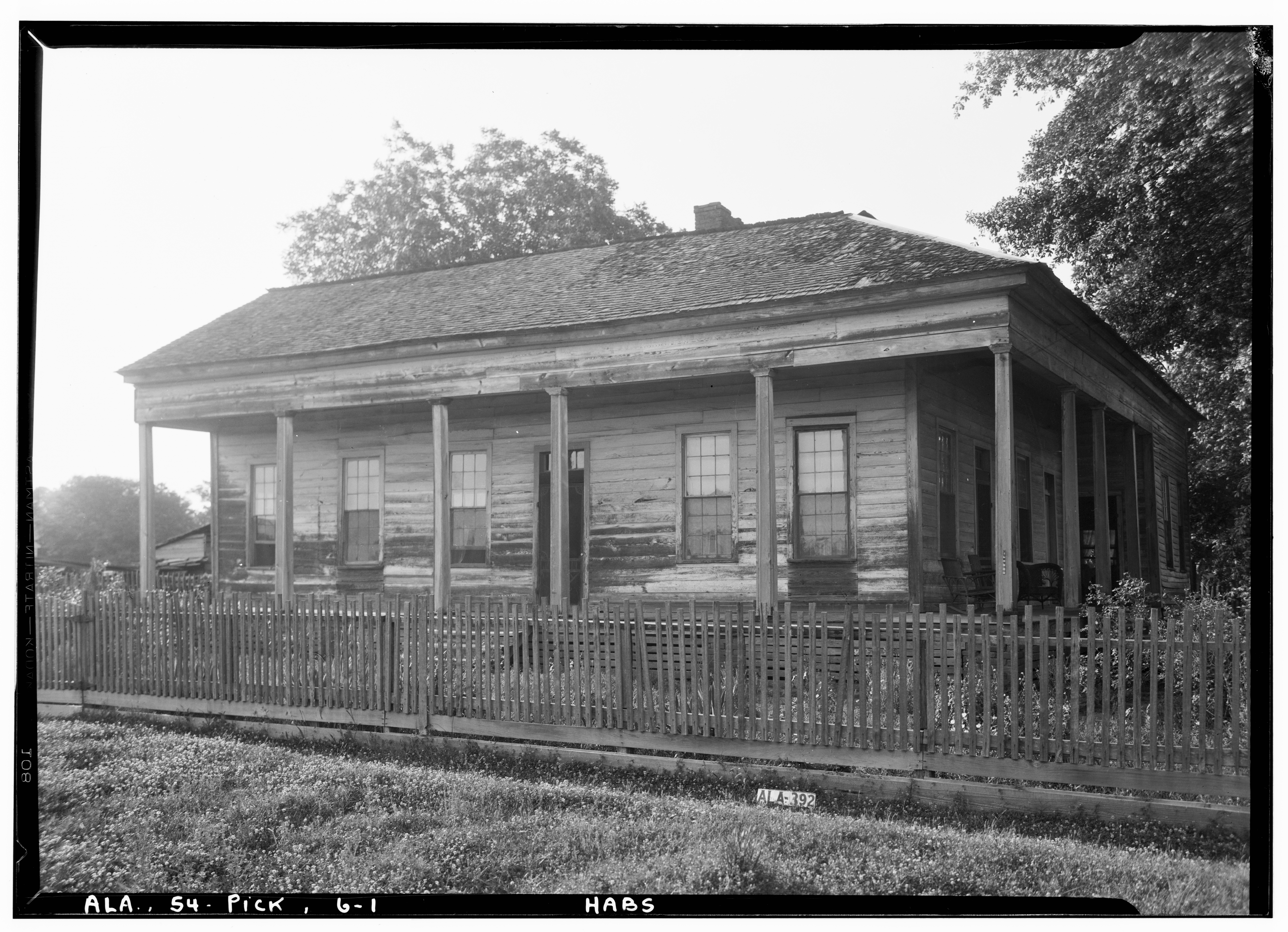
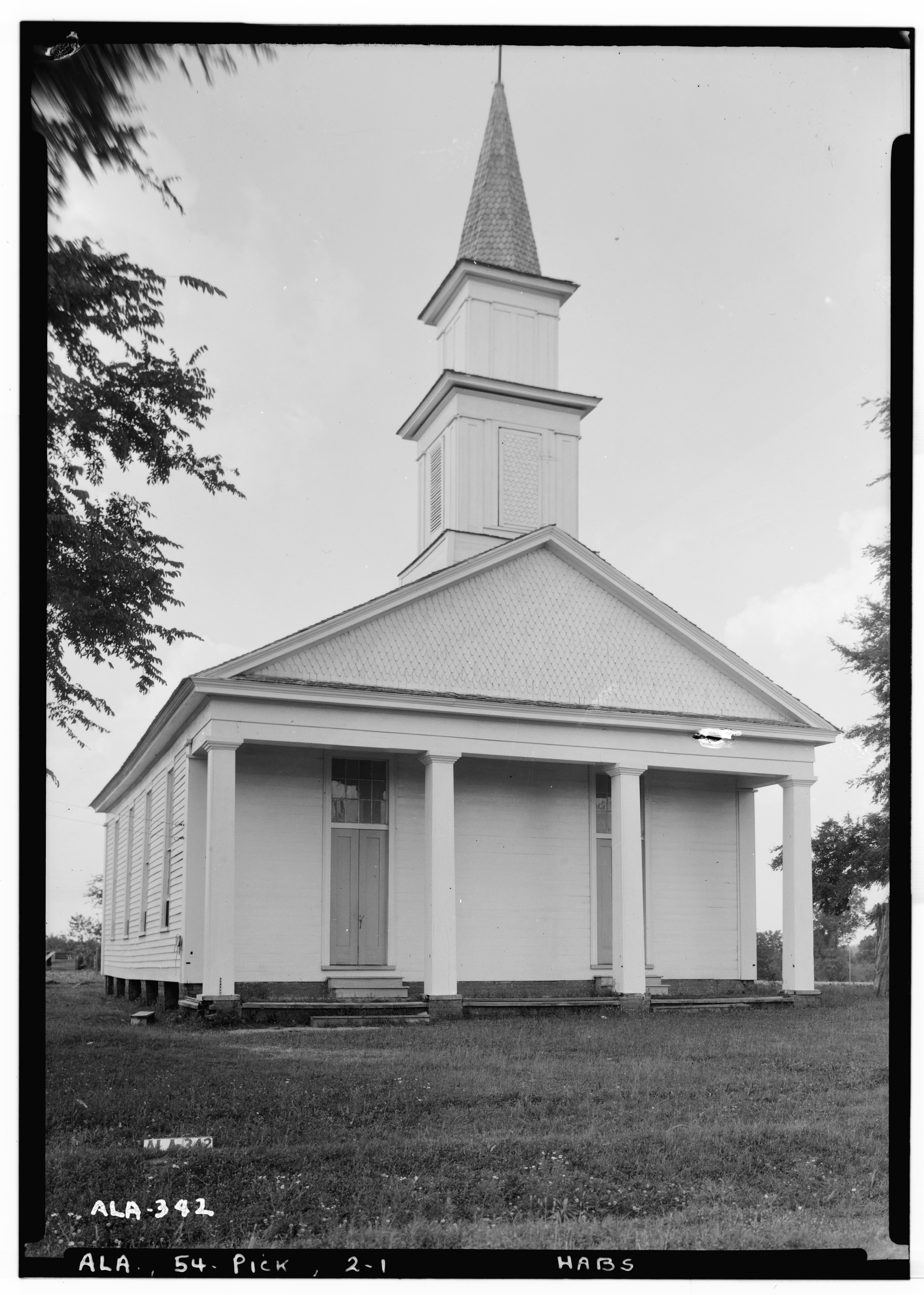
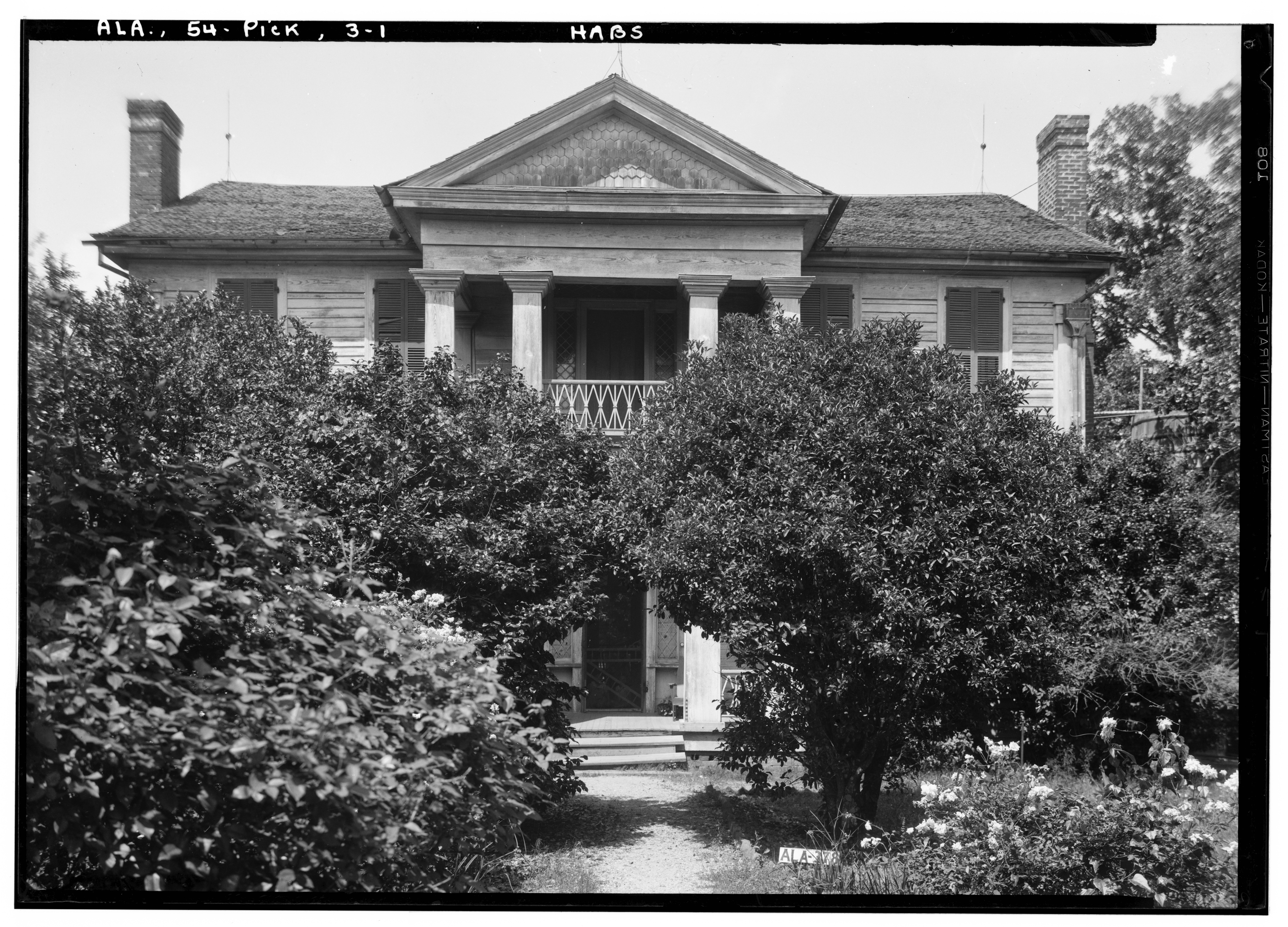
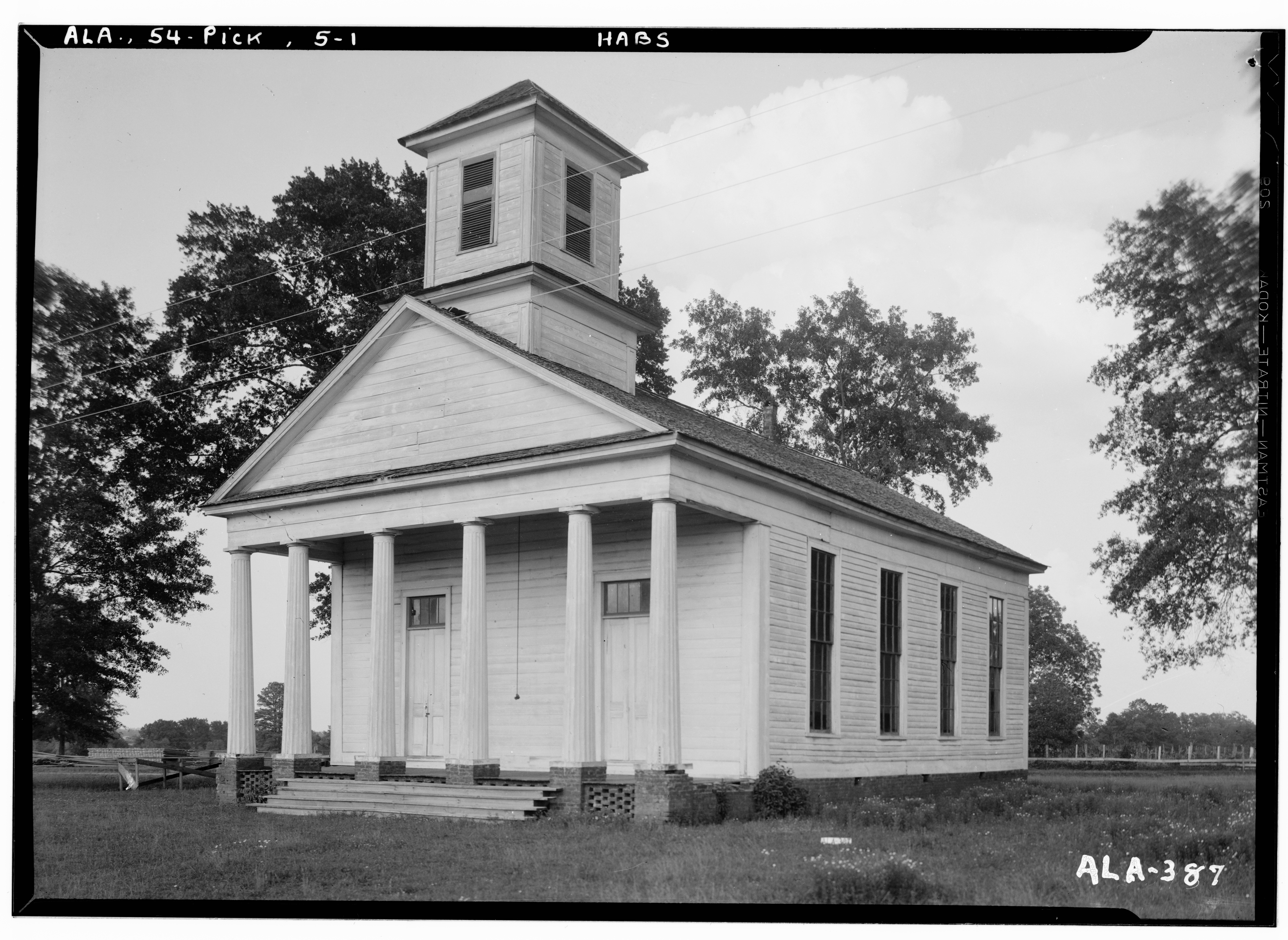
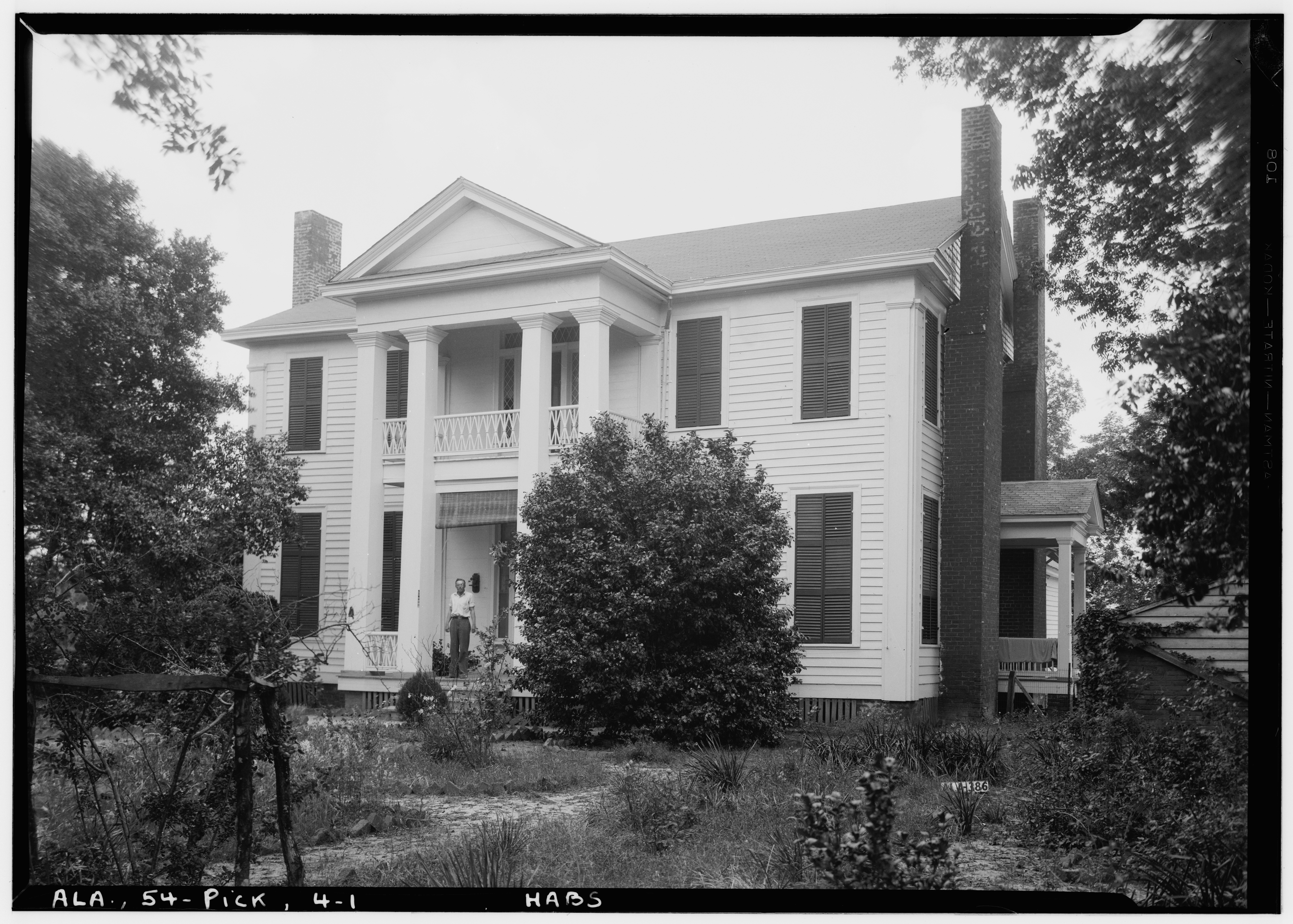